# Волошина Анна В'ячеславівна
Анна В'ячеславівна Волошина (нар. 26 вересня 1991, Харків, Україна) — українська спортсменка, що виступає в синхронному плаванні. Дворазова бронзова призерка чемпіонатів світу (2013, 2015). Дворазова чемпіонка Європи (2014, 2016), срібна призерка чемпіонату Європи з водних видів спорту 2016. Заслужений майстер спорту України.

## Біографія
Займатися синхронним плаванням почала з 10 років.
Закінчила Харківську державну академію фізичної культури. Одружена.

## Спортивна кар'єра
Першим тренером Анни Волошиної була Олеся Зайцева. Дебютувала на міжнародному рівні в 2009 році.
ЧС-2013 — 3-є місце (група, комбінована група).
ЧС-2015 — 3-є місце (дует).
ЧЄ-2014 — 1-е місце (комбінована група),
2-е місце (група, дует), 3-є місце (соло).
ЧЄ-2016 — 1-е місце (група), 2-е місце (дует, комбінована група, соло).

### Виступи на Олімпіадах
| Олімпіада | Дисципліна                 | Результат | Місце |
| Ріо 2016  | Синхронне плавання дует    | 186,6357  | 5     |
| Ріо 2016  | Синхронне плавання команда | 188,608   | 4     |

## Державні нагороди
- Орден «За заслуги» III ст. (24 серпня 2017) — За значний особистий внесок у державне будівництво, соціально-економічний, науково-технічний, культурно-освітній розвиток України, вагомі трудові здобутки та високий професіоналізм[1]